# Giulio Cesare da Beatiano
Giulio Cesare da Beatiano (Capodistria, prima metà del XVII secolo – post 1689) è stato un nobile e scrittore italiano.

## Biografia
Fu cavaliere dell'Ordine Reale di Christian Maestà e lavorò come diplomatico in diversi tribunali, soprattutto in Italia, a Venezia, Brescia, Ferrara e Parma.  

## Opere
- La Verita', discorso Genealogico Nobilissima della famiglia di Piloni Belluno
- La fede coronata vita di s. Osualdo re' di Nortumbria, 1668
- L'araldo veneto, ouero vniuersale armerista, mettodico di tutta la scienza araldica. Trattato in cui si rappresentano le figure, e simboli di tutti gl'armeggi nobili, 1680
- Discorso Araldico Sopra l'armeggio di Brescia, 1684
- La Corona Imperiale , 1689